# Remoksypryd
Remoksypryd – organiczny związek chemiczny stosowany jako lek neuroleptyczny drugiej generacji, z powodu zagrażających życiu działań niepożądanych (niedokrwistość aplastyczna) wycofany z rynku farmaceutycznego. Lek opracowany był przez koncern farmaceutyczny AstraZeneca i wprowadzony pod nazwą handlową Roxiam w 1990, wycofano go pod koniec 1993 roku.

## Mechanizm działania
Remoksypryd jest antagonistą receptorów dopaminergicznych D2 i D3. Duże powinowactwo do receptorów sigma przypuszczalnie odpowiada za atypowe właściwości tego neuroleptyku.

## Wskazania
Lek był stosowany w leczeniu schizofrenii i choroby afektywnej dwubiegunowej. Zanim został wycofany, badano jego skuteczność w farmakoterapii schizofrenii lekoopornej.

## Dawkowanie
Lek wymagał podawania dwa razy na dobę, dawki dobowe wynosiły 200–600 mg. Opracowano też postać tabletek o przedłużonym uwalnianiu (CR).